# 崇兴镇
崇兴镇，是中华人民共和国宁夏回族自治区銀川市灵武市下辖的一个乡镇级行政单位。

## 行政区划
崇兴镇下辖以下地区：
崇兴社区、新华桥社区、韩渠村、崇兴村、台子村、中渠村、中北村、海子村、榆木桥村、杜木桥村、杜家滩村、碱滩村、华一村、龙三村、良繁场和新华桥种苗场。